# Комета Галлея
Комета Галле́я, офіційне позначення 1P/Галлея (1P/Halley) — найвідоміша з комет і найяскравіша з короткоперіодичних комет. Вона наближається до Землі кожні 75—76 років, а її спостереження зафіксовані понад 2000 років тому. Названа на честь англійського астронома Едмонда Галлея, який вирахував її орбіту. Багато довгоперіодичних комет можуть з'являтися більш яскравими і видовищними, але комета Галлея — єдина короткоперіодична комета, яку добре видно неозброєним оком та період обертання якої сумірний з тривалістю людського життя. З кометою пов'язані метеорні потоки Ета-Аквариди й Оріоніди. Останній перигелій був у лютому 1986 року, наступний буде в середині 2061 року.

## Обчислення орбіти і відкриття

#### Давня Греція
Комета Галлея стала першою кометою з доведеною періодичністю. У європейській науці аж до епохи Відродження панував погляд Аристотеля, який вважав, що комети є збуреннями в атмосфері Землі. Однак і до, і після Аристотеля багато античних філософів висловлювали досить прозорливі гіпотези про природу комет. Так, за словами самого Аристотеля, Гіппократ Хіоський (V ст. до н. е.) і його учень Есхіл вважали, що
...хвіст не належить самій кометі, але вона іноді набуває його, блукаючи в просторі, оскільки наш зоровий промінь, відбиваючись від вологи, яку захоплює за собою комета, досягає Сонця. Комета на відміну від інших зірок, з'являється через дуже великі проміжки часу, тому, мовляв, що вона відстає [від Сонця] надзвичайно повільно, отож коли вона з'являється знову в тому ж самому місці, то це значить, що вона вже виконала повний оберт.
У цьому висловлюванні можна побачити твердження про космічну природу комети, періодичність її руху і навіть про фізичну природу кометного хвоста, на якому розсіюється сонячне світло, і який, як показали сучасні дослідження, дійсно значною мірою складається з газоподібної води. Сенека (I ст н. е.) Не лише говорить про космічне походження комет, але й пропонує спосіб докази періодичності їх руху, який здійснив Галлей:
Необхідно, однак, щоб були зібрані відомості про всі колишні появи комет; бо через рідкість їх появ досі неможливо встановити їхні орбіти; з'ясувати, чи дотримуються вони черговості й з'являються точно у свій день у строгому порядку.

#### Едмонд Галлей
Ідею Аристотеля спростував Тихо Браге, який використав паралаксні спостереження комети 1577 року (вимірювання положення комети, проведені в Данії й Празі), щоб показати, що вона перебувала від Землі далі Місяця. Однак зберігалася невизначеність у питанні про те, чи обертаються комети навколо Сонця, чи ж просто пролітають прямими шляхами через Сонячну систему.

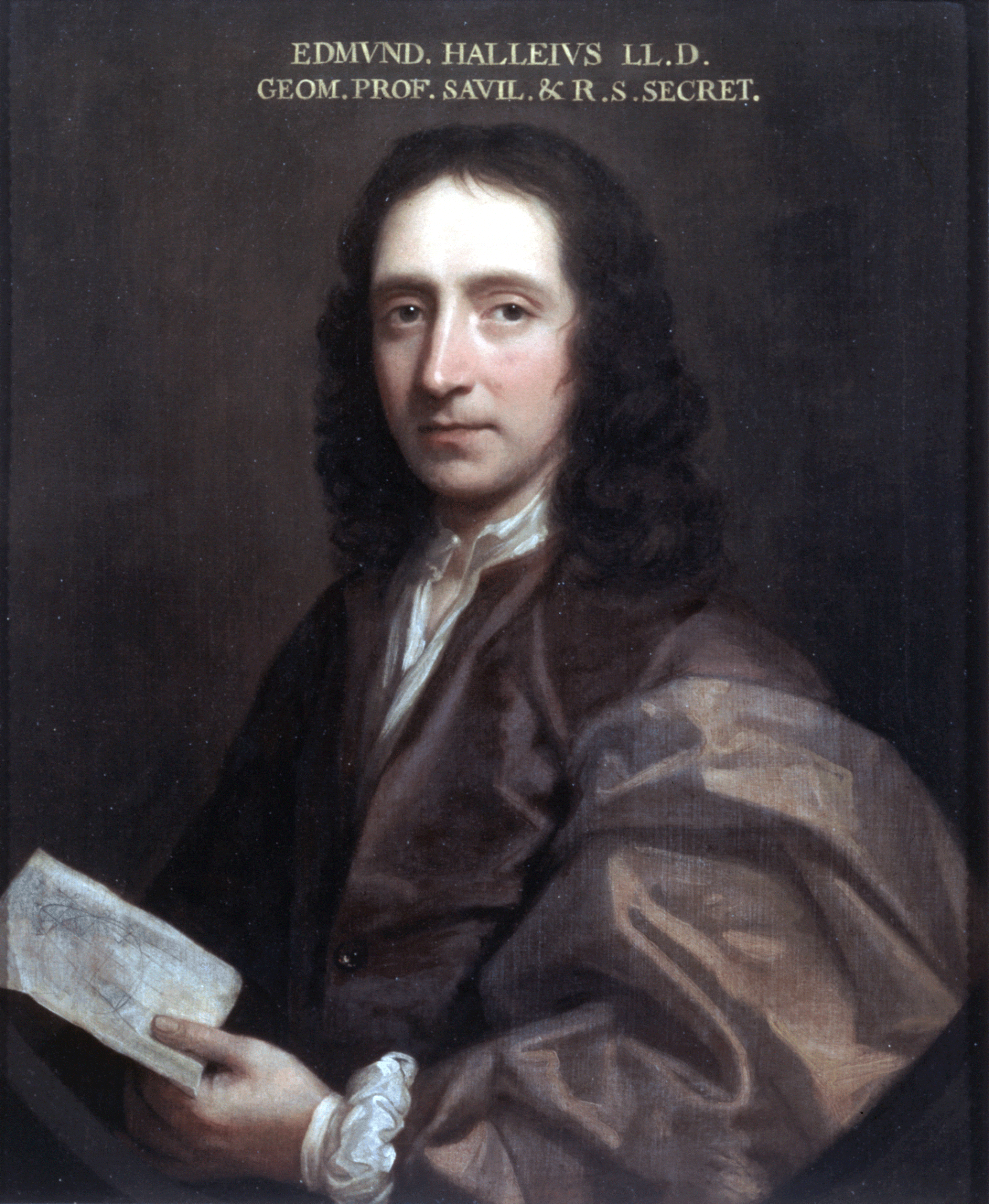
Едмонд Галлей

У 1680—1681 роках 24-річний Галлей спостерігав яскраву комету (C/1680 V1, яку часто називають кометою Ньютона). Вона спочатку наближалася до Сонця, а потім віддалялася від нього, що суперечило уявленню про прямолінійний рух. Досліджуючи це питання, Галлей зрозумів, що доцентрова сила, яка діє на комету від Сонця, повинна спадати обернено пропорційно квадрату відстані. 1682 року, коли вчергове з'явилась комета, названа згодом його ім'ям, Галлей звернувся до Роберта Гука з питанням — якою кривою рухатиметься тіло під дією такої сили, але не отримав відповіді, хоча Гук і натякнув, що знає відповідь.
Галлей вирушив до Кембриджа до Ісаака Ньютона, який одразу ж відповів, що, згідно з його розрахунками, рух відбуватиметься по еліпсу. Ньютон продовжував працювати над проблемою руху тіл під дією сил тяжіння, уточнюючи і розвиваючи розрахунки, і наприкінці 1684 року відіслав Галлею свій трактат «Рух тіл по орбіті» (лат. De Motu Corporum in Gyrum). Захоплений Галлей доповів про результати Ньютона на засіданні Лондонського королівського товариства 10 грудня 1684 року і попросив у Ньютона дозволу надрукувати трактат. Ньютон погодився й обіцяв надіслати продовження. У 1686 році на прохання Галлея Ньютон переслав перші дві частини свого розширеного трактату, який отримав назву «Математичні начала натуральної філософії», в Лондонське королівське товариство, де Гук викликав скандал, заявивши про свій пріоритет, але його не підтримали колеги. 1687 року найзнаменитіший трактат Ньютона вийшов друком на гроші Галлея накладом 120 примірників. Таким чином, інтерес до комет заклав основи сучасної математичної фізики.
У своєму класичному трактаті Ньютон сформулював закони гравітації й руху. Однак його робота над теорією руху комет ще не була закінчена. Хоча він підозрював, що дві комети, які спостерігалися в 1680 і 1681 роках (і які викликали інтерес Галлея), були насправді однією кометою до і після проходження поблизу Сонця, але не зміг повністю описати її рух в рамках своєї моделі. Це вдалося його другові й видавцю Галлею, який у праці 1705 року «Огляд кометної астрономії» (лат. Synopsis Astronomiae Cometicae) створив метод розрахунку кометних орбіт, який базувався на законі всесвітнього тяжіння Ньютона, в якому врахував гравітаційний вплив Юпітера і Сатурна на комети.

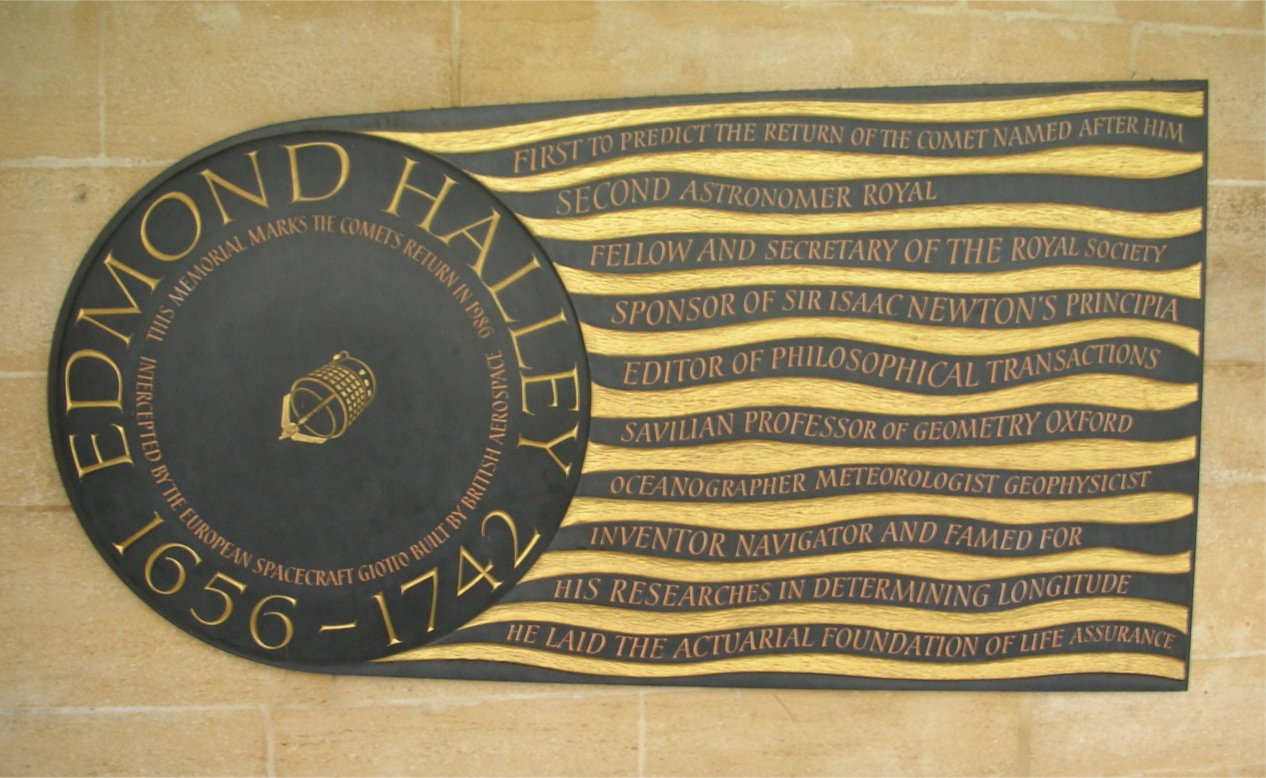
Пам'ятна табличка, присвячена Галлею в Вестмінстерському абатстві в Лондоні

Вивчивши історичні записи, Галлей склав перший каталог елементів орбіт комет. Він звернув увагу на те, що характеристики яскравої комети, яку спостерігав 1682 року він сам, є майже тими ж, що й у комети 1531 р., яку спостерігав 1531 року Петер Апіан і комети 1607 року (спостерігав Йоганн Кеплер). Галлей прийшов до висновку, що яскраві комети 1531, 1607 і 1682 років — це той самий об'єкт із періодом обертання навколо Сонця приблизно 76 років. На підставі виявленого періоду і врахувавши грубі наближення впливів великих планет, він передбачив що комета має знов з'явитися на небі в 1758 році.
Передбачення Галлея підтвердилося. Першим серед професійних астрономів знайшов її легендарний «ловець» комет француз Шарль Мессьє в Парижі 21 січня 1759 року, але честь першого спостерігача повернення комети належить вихідцю із селян, німецькому астроному-самоуку Йоганну Георгу Паличу — він побачив комету ще 25 грудня 1758 року у сузір'ї Риб. Через перигелій комета пройшла лише 13 березня 1759 року, оскільки збурення, викликані тяжінням Юпітера і Сатурна, призвели до затримки на 618 днів. За два місяці до нової появи комети це запізнення наперед обчислив Алексі Клеро, якому допомагали в обчисленнях Жозеф Лаланд і мадам Ніколь Лепот. Похибка розрахунків становила лише 31 день. Галлей не дожив до повернення комети, він помер 1742 року. Підтвердження повернення комет було першою демонстрацією того, що не лише планети можуть обертатися навколо Сонця. Це стало першим успішним підтвердженням небесної механіки Ньютона і яскравою демонстрацією її здатності передбачати. На честь Галлея комету вперше в 1759 році назвав французький астроном Нікола Лакайль.
Галлей також висунув ідею, що й інші комети повинні повертатися до Сонця.

## Орбіта і походження

Орбіти трьох періодичних комет: Галлея, Бореллі й Ікея-Чжан лежать в інших площинах, ніж орбіти планет Сонячної системи. Орбіта комети Галлея зліва.

Орбіта комети Галлея — витягнутий еліпс із Сонцем в одному з фокусів. Перигелій комети — 0,587 а.о. (між орбітами Меркурія і Венери), афелій — понад 35 а. о. (приблизно відстань від Сонця до Плутона). Орбіта комети сильно нахилена до площини екліптики — на 162,5°. Це означає, що комета рухається в напрямі, протилежному руху планет Сонячної системи. Ексцентриситет орбіти дорівнює 0,967275. Комета Галлея обертається навколо Сонця з періодом приблизно 76 років. Комета в точці перигелію має швидкість 52 км/с, а в афелії — 1 км/с. На відстані Землі комета рухається зі швидкістю 46 км/с, і враховуючи те, що комета рухається навколо Сонця протилежно руху Землі (й інших планет), їх взаємна швидкість приблизно складає 78 км/с.
1989 року Борис Чиріков ти Віталій Вечеславов проаналізували факти 46 візитів комети Галлея, які були занотовані в історичних джерелах, а також змодельовані комп'ютером. Дослідження виявило динаміку, хаотичну та непередбачувану на далеку перспективу. Очікувалося, що тривалість життя комети сягне 10 мільйонів років. Проте недавні дослідження припускають, що комета Галлея випарується чи розколеться навпіл протягом наступних десяти тисяч років або ж буде катапультована за межі Сонячної системи впродовж кількох сотень тисяч років. Спостереження Х'юза вказує, що маса ядра комети зменшилась на 80—90 % за останні 2000-3000 обертань.

### Розрахунки минулих і майбутніх появ комети Галлея
Історія досліджень орбіти комети Галлея нерозривно пов'язана з розвитком обчислювальних методів у математиці й небесній механіці.
1705 року Едмонд Галлей опублікував параболічні орбітальні елементи для 24 добре спостережених комет:

«Зібравши звідусіль спостереження комет, я склав таблицю, плід великої й стомливої праці, невелику, але небезкорисну для астрономів».

Він помітив схожість орбіт комет 1682, 1607 та 1531 років і опублікував перший правильний прогноз повернення комети.
| Проходження перигелію | Нахил   | Довгота вузла | Довгота перигелію | Перигелій, а. о. |
| --------------------- | ------- | ------------- | ----------------- | ---------------- |
| 26.08.1531            | 162°18′ | 50°48′        | 301°36′           | 0,58             |
| 27.10.1607            | 162°58′ | 50°21′        | 302°16′           | 0,58             |
| 15.09.1682            | 162°24′ | 49°25′        | 301°39′           | 0,57             |

З цією самою періодичною кометою Галлей ототожнив і комету 1456 року, що рухалася між Землею і Сонцем по ретроградній орбіті, хоча через нестачу спостережень він і не зміг для цієї появи визначити параметри орбіти. Ці ідентифікації дозволили передбачити нову появу тієї ж комети в 1758 році, через 76 років після останньої появи. Комета дійсно повернулася, і її виявив Йоганн Палич на Різдво 25 грудня 1758 року. Ще більш точний прогноз часу цього повернення комети зробив Алексі Клеро з помічниками, який розрахував збурення, що його викликають в русі комети Юпітер і Сатурн (Уран, Нептун і Плутон ще не були відкриті). Він визначив, що момент проходу через перигелій припадає на 13 квітня з оціненою похибкою в один місяць (помилка дійсно становила місяць, оскільки комета пройшла перигелій 12 березня). Досить точні прогнози наступного повернення 1835 року зробили Марі Дамуазо і Філіпп Понтекулан, при цьому вперше вони розрахували ефемериду, тобто майбутній шлях комети серед зірок, але найточніше, з помилкою лише 4 дні, передбачив повернення комети Отто Розенбергер, для цього йому довелося врахувати й збурення нововідкритого Урана. Появу комети 1910 року, вже методом чисельного інтегрування точно передбачили Філіп Кавелл і Ендрю Кроммелін.
Ідентифікацію комети 1456 року на підставі виявлених додаткових спостережень зміг підтвердити Александр Пінгре. Звернувшись до спостережень, зафіксованих у китайських хроніках, Пінгре серед інших також розрахував приблизні орбіти великої комети 837 року й першої комети 1301 року, але не впізнав у обох комету Галлея.
1843 року Жан-Батіст Біо, вже знаючи середній період комети Галлея, відклавши його назад у минуле, спробував ідентифікувати попередні появи комети Галлея серед зафіксованих китайських спостережень після 65 року до н. е. У багатьох випадках він запропонував кілька можливих кандидатів. На підставі схожості орбіт Біо зміг також ідентифікувати як комету Галлея комету 989 року. Використовуючи китайські дані Біо, Лагер у 1843 році розпізнав комету Галлея в осінній кометі 1378 року, порівнявши з описами розрахований на підставі відомих елементів орбіти видимий шлях комети на небі. Аналогічним чином він виявив спостереження комети Галлея в 760, 451 і 1301 роках.
1850 року Дж. Хінд спробував знайти минулі появи комети Галлея в
європейських і китайських хроніках до 1301 року, як і Біо спираючись на
приблизний інтервал між поверненнями близько 76,5 року, але перевіряючи
відповідність спостережень до відомих орбітальних елементів. З 18 його
ідентифікацій до 11 року до н. е. понад половина (1223, 912, 837, 603, 373 і 11 рік до н. е.) виявилися, однак, помилковими.
Довести зв'язок всіх появ можна лише простеживши безперервні зміни орбіти комети під дією збурень планет сонячної системи в минулому, як це робили при прогнозі нових появ. Такий підхід вперше застосували Кавелл і Кроммелін (1907), використовуючи наближене інтегрування рівняння руху назад у часі, методом варіювання елементів. Взявши за основу достовірні спостереження від 1531 до 1910 року, вони припустили, що ексцентриситет орбіти та її нахил залишаються постійними, а відстань перигелію і довгота висхідного вузла безперервно змінюються під дією збурень. Перші порядки збурень періоду комети обчислювалися з урахуванням впливу Венери, Землі, Юпітера, Сатурна, Урана і Нептуна. Рух комети вдалося точно простежити до 1301 року і з меншою точністю до 239 року до н. е.
Помилка їхнього методу в оцінці моменту проходження через перигелій для найбільш ранньої появи досягла 1,5 року, і тому вони використовували в статті дату 15 травня 240 року до н. е., яка виходили зі спостережень, а не з розрахунків.
Моменти проходження комети Галлея через перигелій далі спробував розрахувати назад від 451 року н. е. до 622 року до н. е. російський астроном Михайло Вільєв. Використовуючи моменти проходження Вільєва на проміжку від 451 року н. е. до 622 року до н. е. та результати Кауелла і Кроммеліна за період від 530 до 1910 року, Міхал Камінський підібрав інтерполяційний ряд Фур'є для орбітальних періодів. Хоча ця формула відповідала даним, використаним щоб її добути, її екстраполяція за межі області вихідних даних не дає результату. Так само як і схожий аналіз Андерса Ангстрема (1862) дав помилку в прогнозі проходження через перигелій у 1910 році на 2,8 року, передбачення Каменського наступного повернення (1986 року) помилкове на дев'ять місяців. Будь-які спроби знайти прості емпіричні формули для визначення минулих або передбачень майбутніх появ комети, що не враховують динамічну модель руху комети під дією гравітаційних збурень, не мають сенсу.
Напередодні нової появи комети Галлея в 1986 році активізувалися дослідження її минулих появ:
- 1967 року Джозеф Брейді та Една Карпентер на підставі 2000 спостережень двох попередніх появ комети Галлея визначили попередню орбіту й розрахували, що майбутнє проходження перигелію буде 4 лютого 1986 року (помилка, викликана неврахування гравітаційних реактивних сил, становила близько 4 днів)[39].
- У 1971 році ті самі автори[40] на підставі близько 5000 телескопічних спостережень вже чотирьох попередніх появ змогли зв'язати чотири цих появи чисельною інтеграцією, врахувавши негравітаційні сили у вигляді вікового члена, і передбачили час проходження перигелію в 1986 році з похибкою близько 1,5 годин. Вони також вперше застосували пряме чисельне інтегрування для дослідження давніх появ комети Галлея, використовуючи емпіричний віковий член у рівняннях руху комети для обліку негравітаційних ефектів. Орбіту комети, обчислену за останніми чотирма появами, потім чисельно проінтегрували назад у минуле до 87 р. до н. е. Моменти проходження через перигелій задовільно узгоджувалися з даними спостережень, які навів Кіанг у роботі 1971 року з 1682 по 218 рік. Однак подальше інтегрування призвело до помітної розбіжності, починаючи з появи 141 року. У 141 році реальна комета пройшла на відстані в 0,17 а. о. від Землі й зазнала збурення, трохи відмінного від розрахункового. Оскільки інтегрування не було прив'язане до спостережень раніше 1682 року, то невелика відмінність між розрахованим і реальним рухом була посилена близьким проходженням біля Землі в 141 році. 1982 року Брейді уточнив ці розрахунки[41].
- 1971 року Тао Кіанг, заново проаналізувавши всі відомі європейські та китайські минулі спостереження[42], використав метод варіювання елементів, щоб дослідити рух комети Галлея від 1682 роки назад до 240 р. до н. е. Врахувавши вплив на орбітальні елементи збурень всіх планет, Кіанг зміг уточнити значення моментів проходження через перигелій і підтвердив припущення про те, що негравітаційні сили відповідають за уповільнення середнього руху комети трохи більше ніж на 4 дні за один період обертання. Ці негравітаційні сили пов'язані з випаровуванням кометної речовини під час проходження біля Сонця, що супроводжується реактивною віддачею і зменшенням маси ядра.
- У 1973 році Браян Марсден, Зденек Секаніна і Дональд Еманс[43] розробили модель гравітаційних сил, яка ґрунтувалась на реактивній дії газів, що випаровуються з поверхні ядра комети.
- 1977 року Еманс[44] використав цю модель для успішного опису спостережень комети на інтервалі з 1607 по 1911 рік. Орбіту, яка ґрунтувалась на спостереженнях 1682, 1759 і 1835—1836 років було проінтегровано назад в часі аж до 837 року. Взявши до уваги значне наближення комети до Землі у 837 році (мінімальна відстань 0,04 а. о.), вони не намагались продовжити обчислення раніше цього часу.
- У 1981 році Дональд Еманс і Тао Кіанг[25] на підставі спостережень 1759, 1682 і 1607 років методом чисельного інтегрування розрахували історію руху комети Галлея в минуле до 1404 року до н. е., вводячи малі емпіричні поправки, використовуючи дуже точно визначені з історичних хронік часи проходження перигелію в 837, 374 і 141 роках. Крім того, на основі спостережень 837 року у 800 році вводилася поправка до ексцентриситету орбіти.
- У 1984 і 1986 роках Вернер Ландграф[de][45][46], використовуючи перші спостереження нової появи, проінтегрував рух комети на інтервалі від 2317 р. до н. е. до 2284 р. н. е. і від 467 р. до н. е. до 2580 р. н. е. Для розрахунку в минуле він застосовував єдину емпіричну поправку, що дорвнювала 0,03 дня для часу проходження через перигелій у 837 році.
- 1988 року Гжегож Сітарський[47] розробив метод чисельного інтегрування руху комети Галлея на підставі 300 найкращих спостережень, отриманих з 1835 по 1987 рік з однаковим застосуванням часів проходження через перигелій для емпіричних поправок.

Хоча пряме числове інтегрування є єдиним методом, що дозволяє дослідити рух комети Галлея за межами інтервалу надійних спостережень, необхідно намагатися пов'язати інтегрування з давніми спостереженнями. При проході інтегрування через інтервал сильних збурень, обумовлених тісним зближенням комети із Землею й іншими великими планетами, потрібна особлива обережність, для того щоб уточнити розрахований рух за допомогою даних спостережень. Було показано, що внаслідок збурень великих планет орбіта комети на великих відрізках часу не є стійкою, і початкові невизначеності у визначенні орбіти експоненціально наростають із часом при розрахунку в минуле або в майбутнє.
Обійти це утруднення при просуванні в минуле можна, якщо вносити невеликі поправки, спираючись на окремі найнадійніші й точні спостереження. Що не дозволяє, однак, визначити з хорошою точністю часи проходжень, далеко віддалені від надійних спостережень.

### Появи комети Галлея
| Спостереження | Брейді        | Еманс, Кіанг  | Ландграф      | Сітарський    |
| ------------- | ------------- | ------------- | ------------- | ------------- |
| —             | —             | —             | 2134/03/28.66 | —             |
| —             | —             | 2061/07/29.31 | 2061/07/28.86 | —             |
| 1986/02/09.46 | 1986/02/09.39 | 1986/02/09.66 | 1986/02/09.51 | —             |
| 1910/04/20.18 | 1910/04/19.68 | 1910/04/20.18 | 1910/04/20.18 | —             |
| 1835/11/16.44 | 1835/11/15.94 | 1835/11/16.44 | 1835/11/16.44 | —             |
| 1759/03/13.06 | 1759/03/12.55 | 1759/03/13.06 | 1759/03/13.06 | 1759/03/12.51 |
| 1682/09/15.28 | 1682/09/14.79 | 1682/09/15.28 | 1682/09/15.28 | 1682/09/14.48 |
| 1607/10/27.54 | 1607/10/26.80 | 1607/10/27.54 | 1607/10/27.52 | 1607/10/25.00 |
| 1531/08/25.80 | 1531/08/25.59 | 1531/08/26.23 | 1531/08/26.26 | 1531/08/23.68 |
| 1456/06/09.1  | 1456/06/08.97 | 1456/06/09.63 | 1456/06/09.50 | 1456/06/08.10 |
| 1378/11/09    | 1378/11/10.87 | 1378/11/10.69 | 1378/11/10.62 | 1378/11/09.64 |
| 1301/10/24.53 | 1301/10/26.40 | 1301/10/25.58 | 1301/10/25.19 | 1301/10/25.22 |
| 1222/10/0.8   | 1222/09/29.12 | 1222/09/28.82 | 1222/09/28.55 | 1222/09/29.68 |
| 1145/04/21.25 | 1145/04/17.86 | 1145/04/18.56 | 1145/04/18.12 | 1145/04/20.60 |
| 1066/03/23.5  | 1066/03/19.52 | 1066/03/20.93 | 1066/03/20.07 | 1066/03/22.68 |
| 989/09/08     | 989/09/02.99  | 989/09/05.69  | 989/09/04.09  | 989/09/07.69  |
| 912/07/9.5    | 912/07/16.59  | 912/07/18.67  | 912/07/17.00  | 912/07/19.28  |
| 837/02/28.27  | 837/02/27.88  | 837/02/28.27  | 837/02/28.48  | 837/02/28.31  |
| 760/05/22.5   | 760/05/21.78  | 760/05/20.67  | 760/05/20.61  | 760/05/20.53  |
| 684/09/28.5   | 684/10/6.73   | 684/10/02.77  | 684/10/01.43  | 684/10/02.47  |
| 607/03/12.5   | 607/03/18.20  | 607/03/15.48  | 607/03/13.57  | 607/03/15.04  |
| 530/09/26.7   | 530/09/26.89  | 530/09/27.13  | 530/09/25.63  | 530/09/27.31  |
| 451/06/24.5   | 451/06/25.79  | 451/06/28.25  | 451/06/27.23  | 451/06/27.96  |
| 374/02/17.4   | 374/02/12.56  | 374/02/16.34  | 374/02/15.29  | 374/02/15.35  |
| 295/04/20.5   | 295/04/22.54  | 295/04/20.40  | 295/04/20.63  | 295/04/20.02  |
| 218/05/17.5   | 218/05/27.56  | 218/05/17.72  | 218/05/17.71  | 218/05/17.76  |
| 141/03/22.35  | 141/04/10.24  | 141/03/22.43  | 141/03/21.08  | 141/03/22.53  |
| 66/01/26.5    | 66/02/19.97   | 66/01/25.96   | 66/01/21.90   | 66/01/25.57   |
| −11/10/05.5   | −11/10/08.64  | −11/10/10.85  | −11/10/06.00  | −11/10/08.92  |
| −86/08/02.5   | −86/07/10.40  | −86/08/06.46  | −86/08/03.54  | −86/08/03.41  |
| −163/10/5.5   | −163/06/22.38 | −163/11/12.57 | −163/10/30.11 | −163/10/23.13 |
| −239/03/30.5  | −240/11/30.64 | −239/05/25.12 | −239/04/16.52 | −239/03/22.55 |
| —             | −316/10/15.78 | −314/09/08.52 | −314/05/15.22 | −314/02/13.31 |
| —             | −392/04/22.19 | −390/09/14.37 | −390/04/28.98 | −391/12/15.22 |
| −466?         | −467/07/16.05 | −465/07/18.24 | −465/04/11.15 | −466/12/2.00  |
| —             | −543/04/10.57 | −539/05/10.83 | —541/12/17.11 | −542/04/13.94 |
| −612?         | −619/10/5.17  | −615/07/28.50 | —617/09/19.97 | −619/10/16.14 |

Роки до н. е. в таблиці вказані за астрономічним розрахунком: 1 рік до н. е. = 0 рік, 2 рік до н. е. = -1 рік і т. д.
Дати проходження перигелію для 1607 року й пізніше наведені за григоріанським календарем, а всі попередні дати — за юліанським.

## Ядро комети
Місії космічних апаратів «Вега» (СРСР) і «Джотто» (Європейське космічне агентство) дозволили вченим вперше дізнатися про структуру поверхні комети Галлея. Як і у всіх інших комет, при наближенні до Сонця з поверхні її ядра починають сублімуватися леткі речовини з малою температурою кипіння, як-от вода, монооксид вуглецю, діоксид вуглецю, метан, азот і, можливо, інші замерзлі гази. Цей процес призводить до утворення коми, яка може в поперечнику сягати 100 000 км. Випаровування цього брудного льоду вивільняє пилові частинки, які відносяться газом від ядра. Молекули газів у комі поглинають сонячне світло й перевипромінюють його потім на різних довжинах хвиль (це явище називається флуоресценцією), а пилові частинки розсіюють сонячне світло в різних напрямках без зміни довжини хвилі. Обидва ці процеси призводять до того, що кома стає видимою для стороннього спостерігача.
Дія сонячного випромінювання на кому призводить до утворення хвоста комети. Але й тут пил і газ поводяться по-різному. Ультрафіолетове випромінювання сонця іонізує частину молекул газів, і тиск сонячного вітру, що являє собою потік випущених Сонцем заряджених частинок, штовхає іони, витягаючи кому в довгий хвіст комети, який може мати протяжність понад 100 мільйонів кілометрів. Зміни в потоці сонячного вітру можуть навіть призводити до спостережуваних швидких змін вигляду хвоста і навіть повного або часткового обриву (це спостерігалося, наприклад, у комети Галлея 6 і 7 червня 1910 року). Сонячний вітер розганяє іони до швидкостей у десятки й сотні кілометрів на секунду, набагато більших, ніж швидкість орбітального руху комети. Тому їх рух направлений майже точно в напрямку від Сонця, як і хвіст I типу, який вони формують. Іонні хвости мають обумовлене флуоресценцією блакитнувате світіння. На кометний пил сонячний вітер майже не діє, її виштовхує з коми тиск сонячного світла. Світло розганяє пил набагато слабкіше, ніж сонячний вітер — іони, тому рух пилу визначається початковою орбітальною швидкістю руху і прискоренням під дією тиску світла. Пил відстає від іонного хвоста і формує вигнуті в напрямку орбіти хвости II або III типу. Хвости II типу формуються рівномірним потоком пилу з поверхні. Хвости III типу є результатом короткочасного викиду великої хмари пилу. Внаслідок розкиду прискорень, яких набувають порошини різного розміру під дією сили тиску світла, початкова хмара також розтягується у хвіст, зазвичай вигнутий ще сильніше, ніж хвіст II типу. Пилові хвости світяться розсіяним червонуватим світлом. У комети Галлея спостерігалися хвости як I, так і II типів. Хвіст III типу ймовірно спостерігався 1835 року. На фотографії 1986 року добре видно характерно пофарбовані хвости I (внизу) і II типу.
Попри величезний розмір коми, ядро комети Галлея відносно мале й має неправильну форму картоплини з розмірами 15×8×8 км. Його маса також відносно невелика, близько 2,2× 1014 кг, при середній щільності близько 600 кг/м³ (для порівняння, щільність води — 1000 кг/м³), що, ймовірно, означає, що ядро складається з великої кількості слабко пов'язаних фрагментів, що утворюють купу уламків. Наземні спостереження за яскравістю коми показують, що період обертання комети Галлея становить близько 7,4 днів, однак зображення, отримані різними космічними апаратами, а також спостереження за струменями й оболонкою свідчать про те, що період становить 52 години і що обертання відбувається в тому ж напрямку, що й обертання комети навколо Сонця. Оскільки ядро комети має неправильну форму, його обертання також є, ймовірно, досить складним. Хоча під час космічних місій отримано детальні зображення лише близько 25 % поверхні ядра комети Галлея, вони свідчать про вкрай складну топографію з пагорбами, западинами, гірськими хребтами й принаймні одним кратером.
Комета Галлея є найактивнішою з усіх періодичних комет. Активність, наприклад, комети Енке або комети Холмса, на один або два порядки слабша. Денна сторона комети Галлея (сторона, звернена до Сонця) істотно активніша, ніж нічна сторона. Дослідження за допомогою космічних апаратів показали, що гази, які випускає ядро, майже на 80 % складаються з водяної пари, на 17 % з моноксиду вуглецю (чадного газу) і на 3—4 % з діоксиду вуглецю (вуглекислого газу), зі слідами метану, хоча більш сучасні дослідження показали лише 10 % монооксиду вуглецю і також сліди метану та аміаку. Виявилося, що пилові частинки переважно є сумішшю вуглецево-воднево-киснево-азотних (CHON) з'єднань, звичайних поза Сонячною системою, і силікатів, які складають основу земних гірських порід. Пилові частинки мають малі розміри, аж до межі виявлення апаратами (~1 нм). Спочатку передбачали, що співвідношення дейтерію й водню у водяній парі, яка вивільняється з поверхні ядра, аналогічне до того, що спостерігається у Світовому океані на Землі, що могло означати, що комети того ж типу, що й комета Галлея, могли в далекому минулому забезпечити Землю водою. Проте подальші спостереження показали, що вміст дейтерію в кометному ядрі набагато вищий, ніж у земній воді, що робить гіпотезу про кометне походження земної води малоймовірною.
Апарат «Джотто» забезпечив перше свідчення на користь гіпотези Фреда Віппла про те, що ядра комет є «брудними сніжками». Віппл припустив, що комети є крижаними об'єктами, які нагріваються при наближенні до Сонця, що призводить до сублімації льоду (прямого перетворення речовини з твердого стану в газоподібний) на поверхні, при цьому струмені летких речовин розлітаються вусібіч, утворюючи кому. «Джотто» показав, що ця модель загалом правильна, хоча вимагає низки поправок. Наприклад, альбедо комети Галлея становить тільки 4 %, що означає, що вона відбиває лише 4 % світла, яке на неї падає. Таке мале відбиття можна очікувати швидше від шматка вугілля, ніж від сніжку. Тому попри те, що спостерігачам із Землі комета Галлея здається сліпучо-білою, її ядро насправді вугільно-чорне. Температура поверхні «чорного льоду» під час випаровування мала б варіюватися в межах від 170 К (–103 °C) при високому альбедо, до 220 К (–53 °C) при низькому альбедо, однак вимірювання апарату «Вега-1» показали, що температура поверхні комети Галлея насправді перебуває в межах 300—400 К (+30…+130 °C). Це свідчить про те, що активні лише 10 відсотків поверхні ядра, і що більша її частина покрита шаром темної пилу, яка поглинає тепло. Всі ці спостереження свідчать, що комета Галлея переважно складається з нелетких матеріалів, і тому швидше є «грудкою бруду зі снігом», ніж «брудною сніжкою».

## Історія спостережень

### Спостереження комети Галлея в давнину

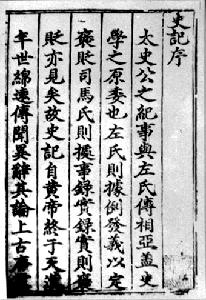
Перша сторінка «Ши-цзі»

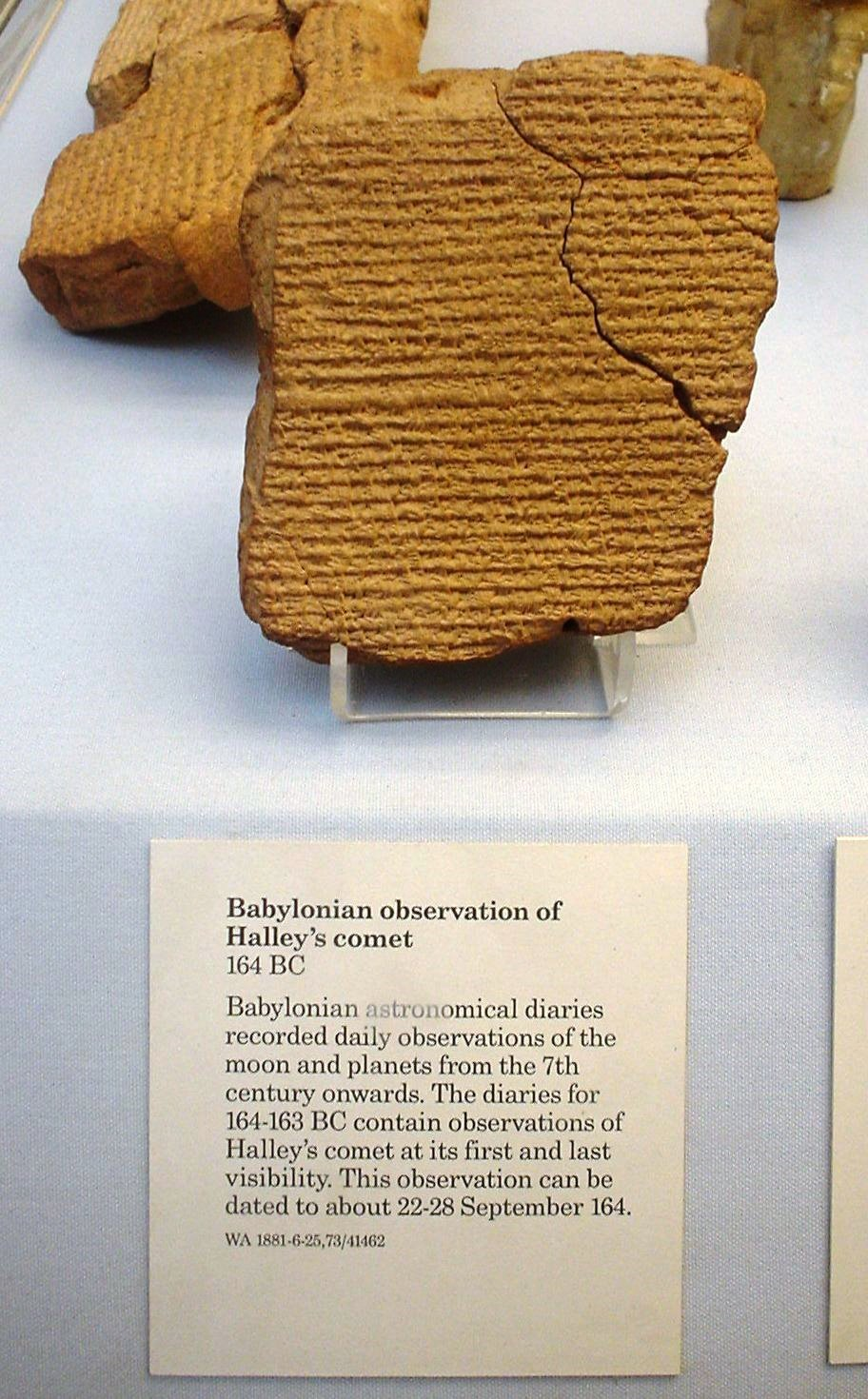
Вавилонська астрономічна таблиця, що розповідає про появу комети Галлея в 164 р. до н. е.

Комета Галлея — найперша відома періодична комета. Її спостерігали принаймні 30 разів. Відомості про її найбільш ранніх появи можна знайти в історичних хроніках різних народів. Ще в середні віки в Європі та в Китаї почали складати каталоги минулих спостережень комет, які називають кометографіями. Кометографії виявилися дуже корисними при виявленні періодичних комет. Найповнішим сучасним каталогом є фундаментальна п'ятитомна «Кометографія» Гаррі Кронка, яка може слугувати путівником по історичних появах комети Галлея.
240 до н. е. — найперше достовірне спостереження комети, його опис наведений у китайських анналах «Ши-цзі».

Цього року (240 до н. е.) волосиста зоря вперше з'явилася в східному напрямку; потім її було видно в північному напрямку. З 24 травня по 23 червня її було видно в західному напрямку… волотисту зорю було знову видно в західному напрямку 16 днів. («Ши-цзі»)
Цього року волосисту зорю було видно в північному напрямку, і потім в західному напрямку. Влітку померла вдова імператриця. (Хронологічні таблиці «Ши-цзі»)

Більш ранні свідоцтва (комета 78-ї олімпіади — 466 рік до н. е., яку описали, зокрема, Пліній Старший і Арістотель, фігурує і в китайських записах; інша комета, яку спостерігали в 618 або 619 році до н. е.) не можна однозначно ідентифікувати з кометою Галлея. Однак слід зазначити, що взагалі раніше 240 року до н. е. доки виявлено лише 16 записів про різні комети. Крім того, умови спостереження комети Галлея раніше 315 року до н. е. були несприятливими — вона проходила далеко від Землі.
164 до н. е. — 1985 року Ф. Р. Стефенсон опублікував дані про спостереження комети, які він виявив на вавилонських табличках. На вавилонських глиняних клинописних табличках, зокрема, записані результати великих багатовікових спостережень за рухом планет і спостережень інших небесних подій — комет, метеорів, атмосферних явищ. Це так звані «астрономічні щоденники», що охоплюють період приблизно з 750 р. до н. е. по 70 р. н. е. Більша частина «астрономічних щоденників» зберігаються нині в Британському музеї.

LBAT 380: Комета, яка з'явилася раніше на сході на шляху Ану, в області Плеяд і Тельця, на Захід […] і пройшла вздовж шляху Еа.
LBAT 378: [ … на шляху ] в області Стрільця, на відстані одного ліктя попереду Юпітера, на три лікті вище на північ […]

Ці таблички говорять про одну й ту саму подію, і частково дані в них перетинаються і дублюються. Квадратними дужками позначені пошкодження. Дата і шлях комети на небі дуже добре узгоджуються з теоретичними розрахунками. На тих самих табличках наведені докладні дані про положення планет, що дозволяє точно визначити, що місяць проходу комети розпочався 21 жовтня 164 р. до н. е.
Можливо, ця комета відіграла важливу роль у близькосхідній історії. У третіх «Сивілиних книгах», в основі написаних близько середини II століття до н. е., повідомляється про комету на заході, яка буде «знаком меча, голоду, смерті та падіння вождів і великих людей». І якраз наприкінці 164 р. до н. е. сталася смерть Птолемея VII і заворушення в імперії Птолемеїв і загибель Антіоха IV в імперії Селевкідів. Можливо, ця комета знайшла відбиток у Біблії, в Першій і Другій книгах Макавеїв і в 9-12 розділах Книги пророка Даниїла, що описують події цього часу. К. Д. Блаунт припускає кілька вказівок на цю появу, зокрема, у Другій книзі Макавеїв: «Сталося, що над усім містом майже сорок днів були в повітрі вершники, що носилися в золотих одежах і на зразок воїнів озброєні списами…»
87 до н. е. — На вавилонських табличках також виявлені описи появи комети 12 серпня 87 р. до н. е.

«13 (?) інтервал між заходом і сходом Місяця виміряно у 8 градусів; у першій частині ночі, комета [… довгий пропуск через пошкодження] яка в IV місяць день за днем, одна одиниця […] між північчю і заходом, її хвіст 4 одиниці […]»

Хоча сам опис комети пошкоджений і тому містить мало астрономічної інформації про шлях, розташування планет далі в тексті також дозволяють датувати цю появу. Ця поява могла знайти віддзеркалення на монетах вірменського царя Тиграна II, корону якого прикрашає «зоря з вигнутим хвостом».

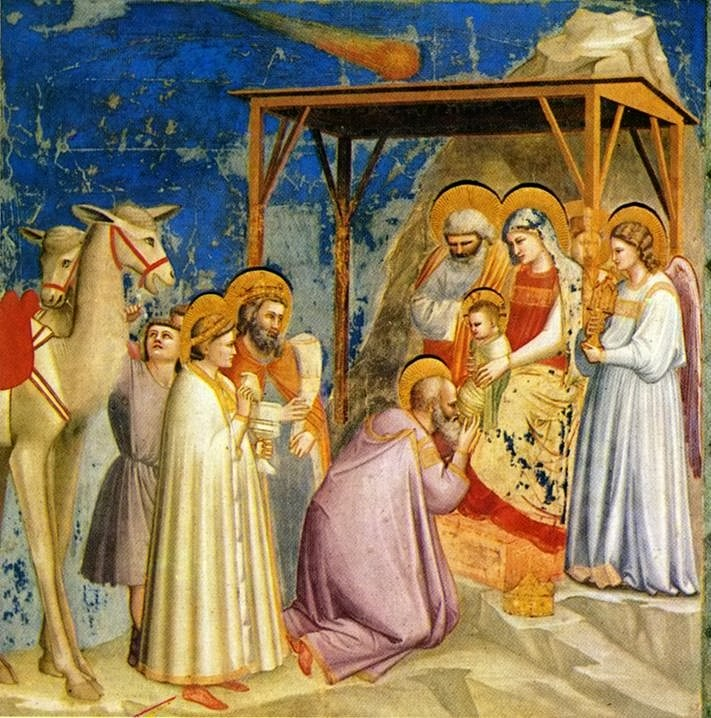
Фреска «Поклоніння волхвів» Джотто

12 до н. е. — детальний опис переміщення комети по небосхилу із зазначенням дат і найближчих до траєкторії яскравих зірок протягом майже двох місяців міститься в «Трактаті про п'ять фаз» історичної хроніки китайської династії Хань «Ханьшу», завершеної за різними джерелами наприкінці першого — на початку другого століття н. е. Повідомлення про спостереження комети протягом декількох днів над Римом без вказівки дат наводить у своїй книзі «Римська історія» історик III століття Діон Кассій.
Ця комета могла стати прообразом для Вифлеємської зірки.
66 рік — відомості про цю появу комети із зазначенням її шляху на небі збереглися лише в китайській хроніці «Хоу Ханьшу». Однак іноді з ним пов'язують повідомлення Йосипа Флавія в книзі «Юдейська війна» про комету у вигляді меча, яка передувала руйнуванню Єрусалима.
141 — ця поява також знайшла відбиття лише в китайських джерелах: детально в «Хоу Ханьшу», менш детально в деяких інших хроніках.
218 — шлях комети детально описаний в астрономічних главах хроніки «Хоу Ханьшу». Ймовірно, з цією кометою Діон Кассій пов'язав повалення римського імператора Макріна.
295 — про комету повідомляється в астрономічних главах китайських династичних історій «Книга Сун» і «Книга Чень».
374 — появу описано в анналах і астрономічних главах «Книги Сун» і «Книги Чень». Комета наближалася до Землі всього на 0,09 а. о.
451 — появу описано в кількох китайських хроніках. В Європі комету спостерігали під час навали Аттіли і сприймали як знак прийдешніх воєн. Її описали у своїх хроніках Ідацій та Ісидор Севільський.